# Cloud9
Cloud9 Esports Inc. (zkráceně také jako "C9") je americká organizace zabývající se elektronickým sportem sídlící v Santa Monice v Kalifornii. Společnost byla původně založena jako profesionální tým ve hře League of Legends Jackem a Paullie Etiennovou v květnu 2013 a pak byla začleněna do Cloud9 Esports Inc. 6. září 2016. Cloud9 obdrželi 78 milionů dolarů financováním rizikovým kapitálem a umístila se pátá na žebříčku nejhodnotnějších společností v oblasti elektronického sportu.

## Hlavní týmy

### Counter-Strike: Global Offensive
CS:GO tým je považován za jeden z nejlepších severoamerických týmů současnosti, který se pravidelně umisťuje na špičce LAN turnajů mezi nejlepšími týmy světa.
C9 sekce ve hře CS:GO bylo vytvořena v srpnu 2014, kdy do této organizace přešli hráči z bývalé sestavu týmu compLexity Gaming.
C9 se umístili na 13.–16. pozici v MLG Columbus 2016, když prohráli proti týmům Natus Vincere a G2 Esports ve skupinové fázi.
30. října 2016 organizace zvítězila proti SK Gaming 2-1 ve finále ESL Pro League Season 4 Finals v São Paulo.
28. ledna 2018 sekce CS:GO dokázala vybojovat výhru proti FaZe Clan 2-1 a tím zvítězili v ELEAGUE Major: Boston 2018, čímž se stali prvním severoamerickým týmem, který kdy vyhrál CS:GO Major.

#### Aktuální sestava
| Alias  | Jméno              | Role v týmu   | Datum připojení |
| ------ | ------------------ | ------------- | --------------- |
| Ax1le  | Sergey Rykhtorov   | Rifler        | 24. dubna 2022  |
| sh1ro  | Dmitry Sokolov     | AWPer         | 24. dubna 2022  |
| interz | Timofey Yakushin   | Podpora       | 24. dubna 2022  |
| nafany | Vladislav Gorshkov | IGL (kapitán) | 24. dubna 2022  |
| HObbit | Abay Khasenov      | Rifler        | 24. dubna 2022  |
| groove | Konstantin Pikiner | Trenér        | 24. dubna 2022  |

#### Bývalí hráči
| Alias      | Jméno            | Role v týmu   | Datum připojení   | Datum odchodu      |
| ---------- | ---------------- | ------------- | ----------------- | ------------------ |
| STYKO      | Martin Styk      | Rifler        | 9. srpna 2018     | 25. září 2018      |
| FNS        | Pujan Mehta      | Entry fragger | 2. dubna 2018     | 25. července 2018  |
| tarik      | Tarik Celik      | IGL           | 15. srpna 2017    | 12. července 2018  |
| n0thing    | Jordan Gilbert   | Lurker        | 15. srpna 2017    | 7. května 2018     |
| Stewie2K   | Jacky Yip        | Entry fragger | 11. ledna 2016    | 30. března 2018    |
| shroud     | Michael Grzesiek | Rifler        | 1. srpna 2014     | 15. srpna 2017     |
| Slemmy     | Alec White       | IGL           | 23. dubna 2016    | 28. prosince 2016  |
| Irukandji  | Andrew Timmerman | Trenér        | 24. března 2016   | 26. července 2016  |
| fREAKAZOiD | Ryan Abadir      | Rifler        | 29. dubna 2015    | 19. května 2016    |
| seangares  | Sean Gares       | IGL           | 1. srpna 2014     | 24. listopadu 2015 |
| SEMPHIS    | Kory Friesen     | AWPer         | 1. srpna 2014     | 24. dubna 2015     |
| ShahZaM    | Shahzeb Khan     | AWPer         | 14. prosince 2014 | 24. dubna 2015     |
| Hiko       | Spencer Martin   | Lurker        | 1. srpna 2014     | 14. prosince 2014  |

## Ostatní týmy

### Hearthstone
| ID          | Jméno            | Datum připojení  |
| ----------- | ---------------- | ---------------- |
| Kolento     | Aleksandr Malsh  | 1. července 2014 |
| TidesofTime | Andrew Biessener | 30. října 2014   |
| DDaHyoNi    | Sanghyeon Baek   | 6. května 2016   |
| Forsen      | Sebastian Fors   | 31. března 2014  |

### Super Smash Bros.
| ID    | Jméno                 | Hra                         | Charakter  | Připojení      |
| ----- | --------------------- | --------------------------- | ---------- | -------------- |
| Mang0 | Joseph Marquez        | Super Smash Bros Melee      | Fox, Falco | 6. května 2014 |
| Ally  | Elliot Carroza-Oyarce | Super Smash Bros. for Wii U | Mario      | 18. srpna 2016 |

## Management
| ID       | Jméno           | Funkce        |
| -------- | --------------- | ------------- |
| Jack     | Jack Etienne    | CEO           |
| Reapered | Han-Gyu Bok     | LoL trenér    |
| valens   | Soham Chowdhury | CS:GO trenér  |
| Golden   | Maikil Selim    | CS:GO kapitán |